# Луцій Юній Пулл
Луцій Юній Пулл (лат. Lucius Iunius Pullus, ? — 249 до н. е.) — військовий діяч Римської республіки часів Першої Пунічної війни, консул 249 року до н. е.

## Життєпис
Походив з патриціанського роду Юніїв. Син Гая Юнія Пулла. Про молоді роки немає відомостей. 
У 249 році до н. е. його обрано консулом разом з Публієм Клавдієм Пульхром. Очолив римський флот, що стояв у Мессані. Звідси доправив харчі для римського війська, що обклало Сіракузи.
Потім з'єднався із залишками флоту після поразки Пульхра при Дрепанумі. Втім Юній виявив нерішучість, ставши між Камаріною та Фінтіасом. тут його атакував карфагенський флот на чолі з Карталоном. У результаті римляни зазнали поразки. Зумів переправити війська на берег і захопити Ерікс, але незабаром карфагеняни відбили фортецю назад. Після цієї невдачі Луція Пулла було відкликано до Риму, де віддано під суд. Не чекаючи на рішення суду Юній наклав на себе руки.